# Hildur Kjerner
Hildur Inez Gertrud Kjerner, född 11 september 1876 i Stockholm, död där 14 augusti 1946, var en svensk konstnär.
Hon var dotter till överläkaren Karl Kjerner och Emilie Magnell och syster till konstnären Esther Kjerner.
Kjerner studerade konst för Kerstin Cardon och Axel Jungstedt samt i Paris 1889. Hon ställde ut med Göteborgs konstförening 1904, i Hudiksvall 1904, på industri och konstutställningen i Lund 1907 samt i utställningen Kvinnliga konstnärer i Stockholm 1911. 
Hennes konst består av stilleben och interiörmotiv. Kjerner är begravd på Solna kyrkogård.